# 시뇨리아 광장
시뇨리아 광장(Piazza della Signoria)은 이탈리아 피렌체에 있는 광장이다. 이곳은 피렌체 공화국의 기원과 역사의 핵심이며, 여전히 도시의 정치적 중심지로서의 명성을 유지하고 있다. 우피치 미술관과 베키오 궁전 앞에 위치하고 있으며, 광장 곳곳에는 피렌체의 역사적 사건과 관련된 동상들이 서 있다. 이곳에서 처형당한 지롤라모 사보나롤라를 기념하는 동판이 있다.

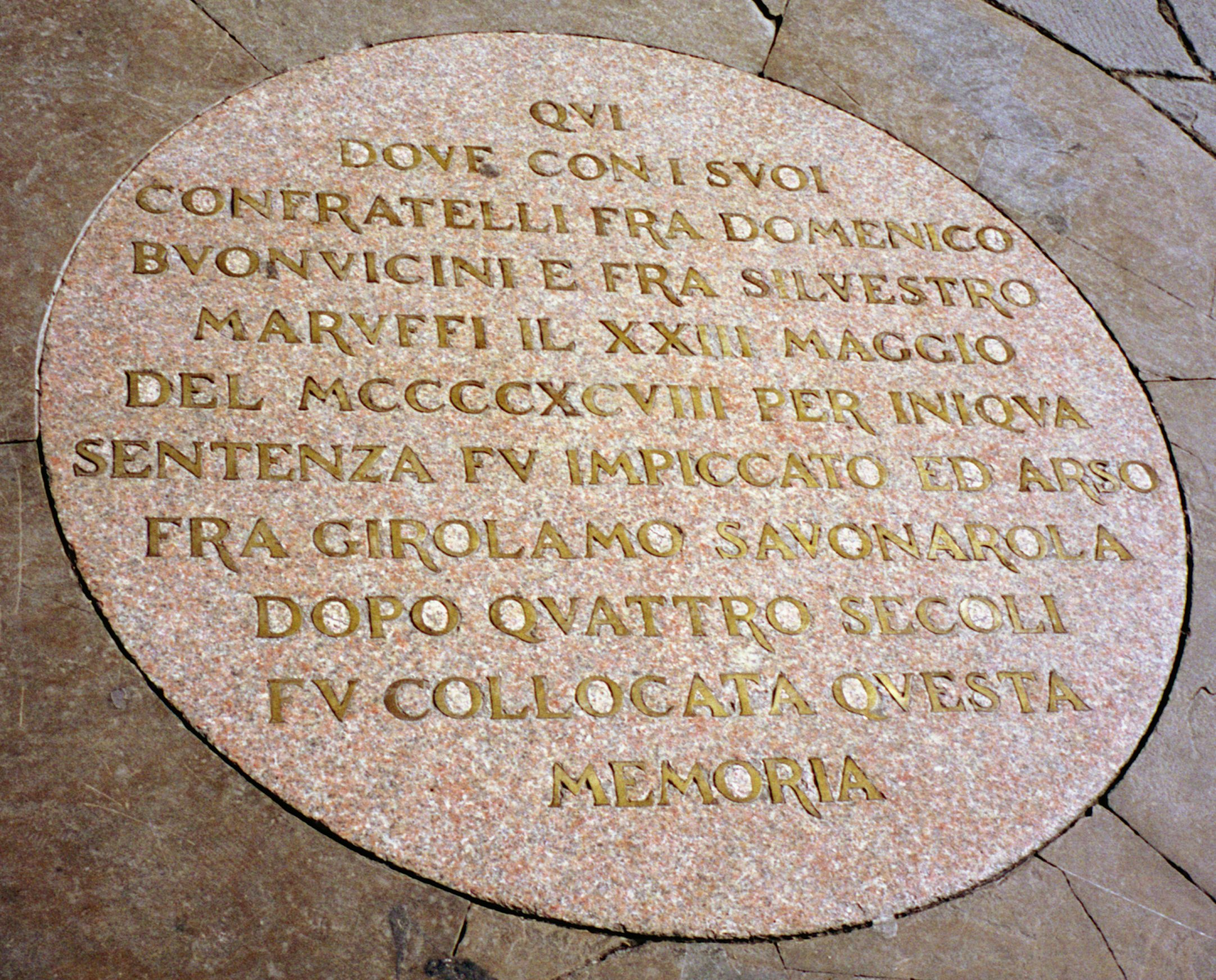
시뇨리아 광장(장Piazza Della Signoria)에 있는 사보나롤라를 처형한것에 대한 기념판

## 건물
인상적인 14세기 베키오궁은 첨탑으로된 탑으로 여전히 탁월하다. 광장은 또한 로자 데이 란치, 우피치 미술관, 상업재판소(1359년)(현재 농업국) 및 우구치오니궁(1550년, 파사드는 라파엘의 것으로 보이지만, 건설 30년 전에 사망)와 공유된다. 베키오궁 앞에는 아시쿠라치오니 제네랄리궁(1871년 르네상스 양식으로 지어진)이 있다.

### 베키오궁

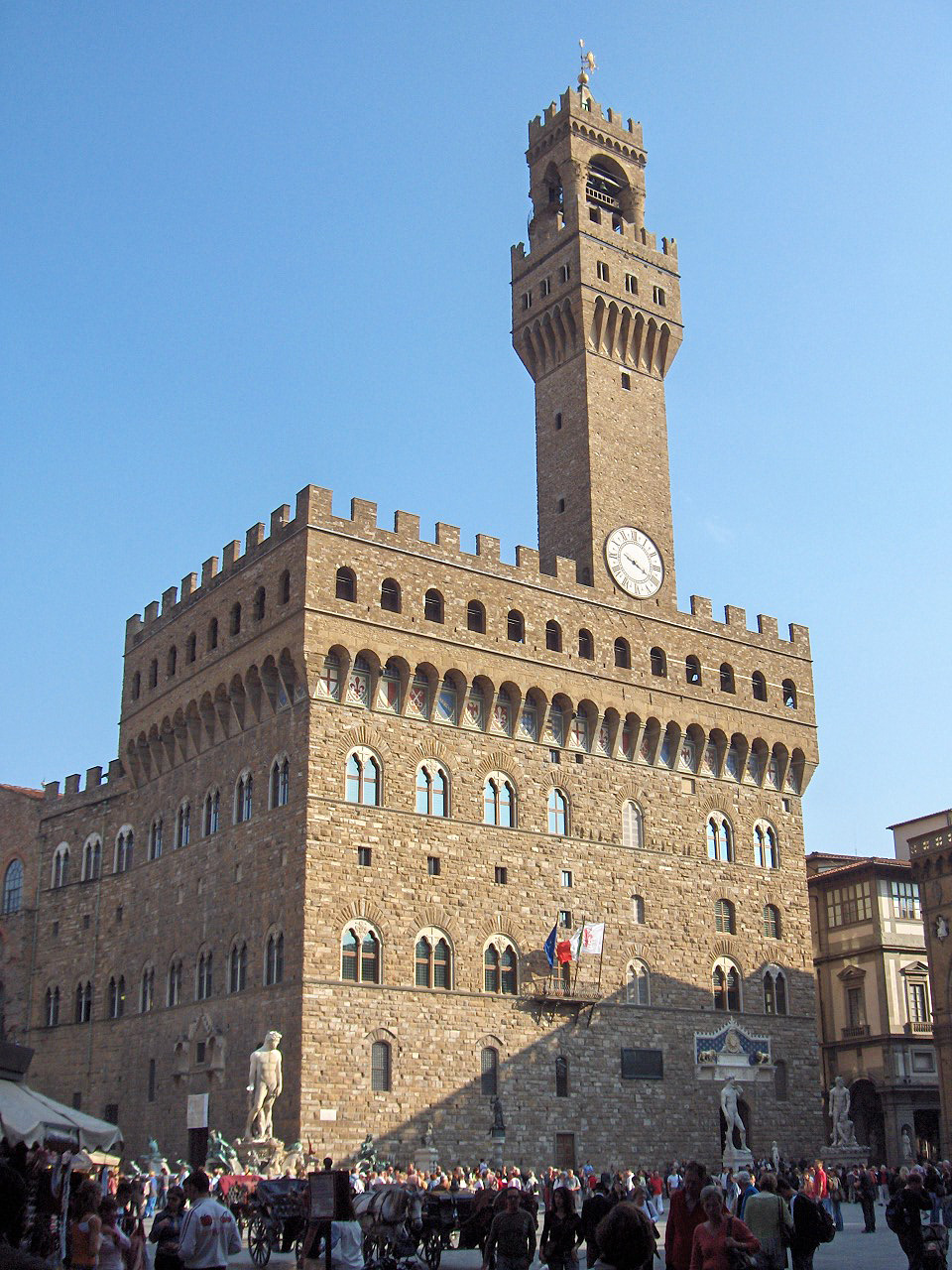
베키오궁

베키오궁 (‘고궁’)은 도시의 시청이다. 이 거대한 로마네스크 양식의 요새 궁전은 투스카니에서 가장 인상적인 시청사 중 하나이다. 미켈란젤로의 다비드상이 있는 광장과 인접한 로자 데이 란치에 있는 동상 갤러리가 내려다보이는 이곳은 이탈리아에서 가장 중요한 사적 장소 중 하나이며, 문화 명소와 박물관을 보유하고 있다.
원래는 시뇨리아궁(Palazzo della Signoria)이라고 불렸고, 피렌체 공화국의 통치기관인 피렌체의 시뇨리아의 이름을 따서 부르기도 했다. 긴 역사 동안 궁전의 다양한 쓰임새에 따라 포폴로궁(Palazzo del Popolo), 프리오리궁(Palazzo dei Priori)과 두칼레궁(Palazzo Ducale)과 같은 여러 다른 이름도 주어졌다. 건물은 메디치 공작의 거주지가 아르노강을 가로질러 피티궁으로 옮겨졌을 때 현재 이름을 얻었다.

### 로자 데이 란치

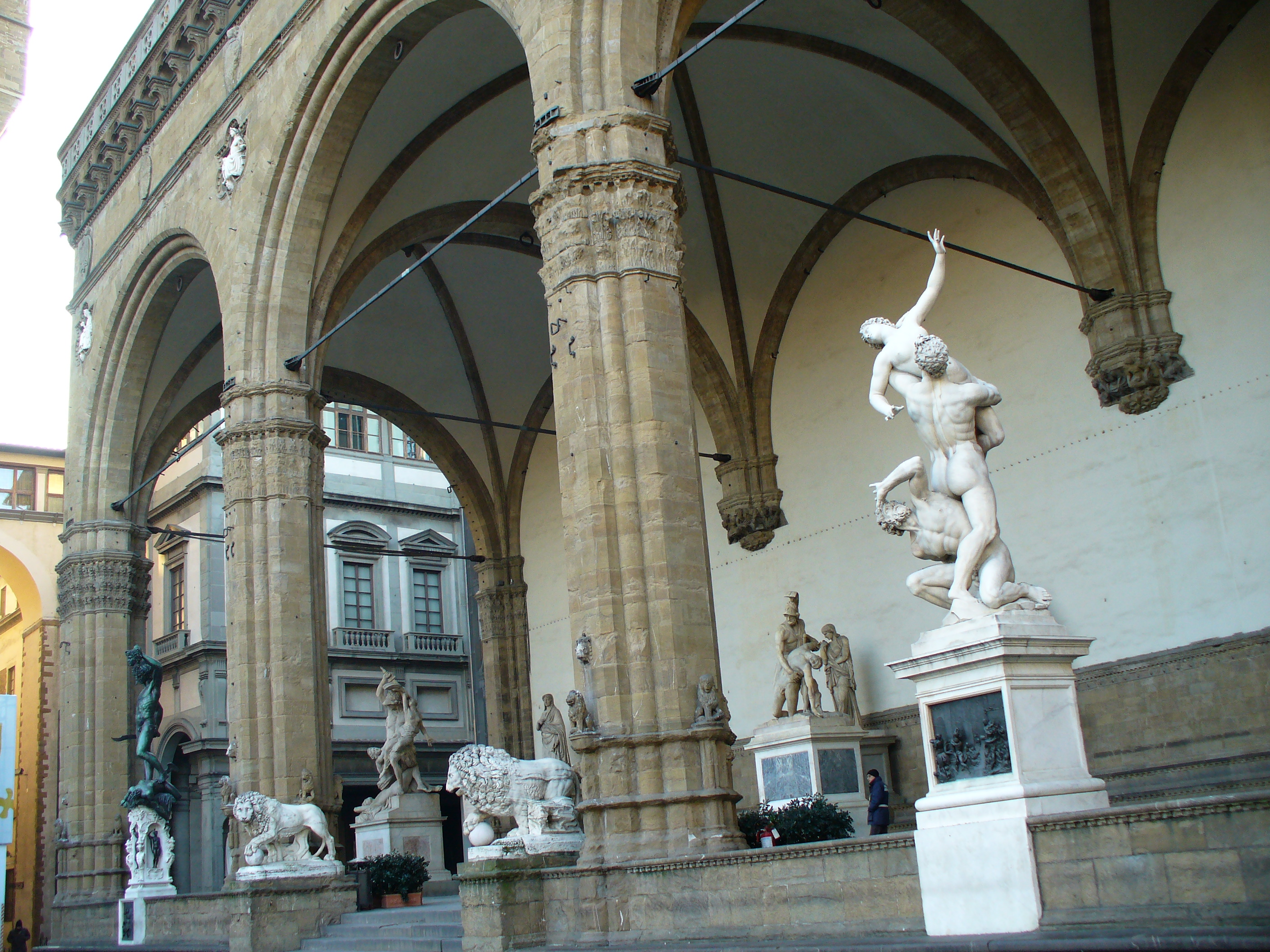
로자 데이 란치

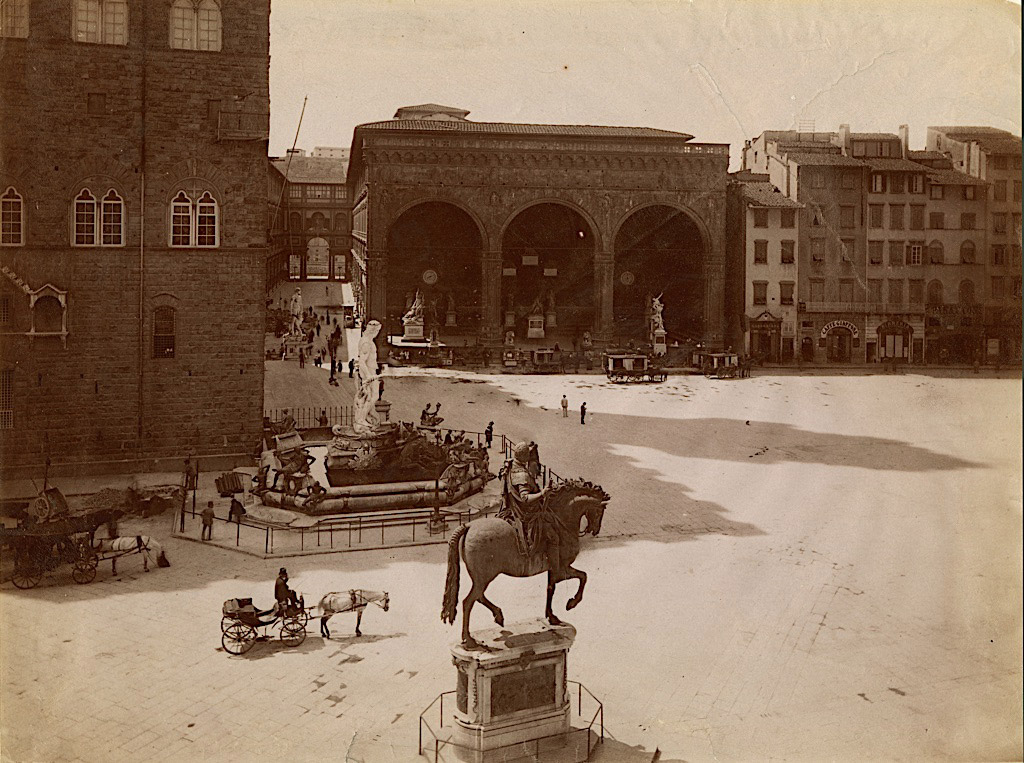
시뇨리아 광장, 피렌체, photo by Giacomo Brogi c. 1873–1881

로자 데이 란치는 거리로 열린 넓은 아치, 너비 3개, 깊이 1개로 구성되어 있다. 아치는 코린트식 수도가 있는 클러스터화 된 기둥에 있다. 넓은 아치는 피렌체 사람들에게 너무나 매력적이어서 미켈란젤로는 시뇨리아 광장 주변에서 계속되어야 한다고 제안하기까지 했다. 로자의 활기찬 건축은 베키오궁의 엄격한 건축과 극명한 대조를 이룬다. 메디치 사자상을 포함한 골동품 및 르네상스 예술의 야외 조각 갤러리이다.

### 상업재판소
상업재판소(Tribunale della Mercanzia)는 과거 상인 간 재판에서 변호사들이 재판했던 건물이다. 여기에는 타데오 가디, 안토니오 델 폴라이올로, 산드로 보티첼리가 그린 현관이 있었는데, 오늘날에는 우피치 미술관에 보관되어 있다.

### 우구치오니궁
우구치오니궁은 1550년부터 조반니 우구치오니를 위해 지어졌다. 그 디자인은 라파엘로, 미켈란젤로, 바르톨로메오 암만나티 또는 라파엘로 다 몬텔루포에게 다양하게 봉헌되어 왔다.

### 아시쿠라치오니 제네랄리궁
아시쿠라치오니궁은 1871년 네오르네상스 양식으로 설계되었으며, 도시 중심부에 있는 몇 안 되는 상업용 건물 중 하나이다. 이 궁전의 1층에는 역사적인 카페 리부아르(cafè Rivoire)가 있다.

## 조각상

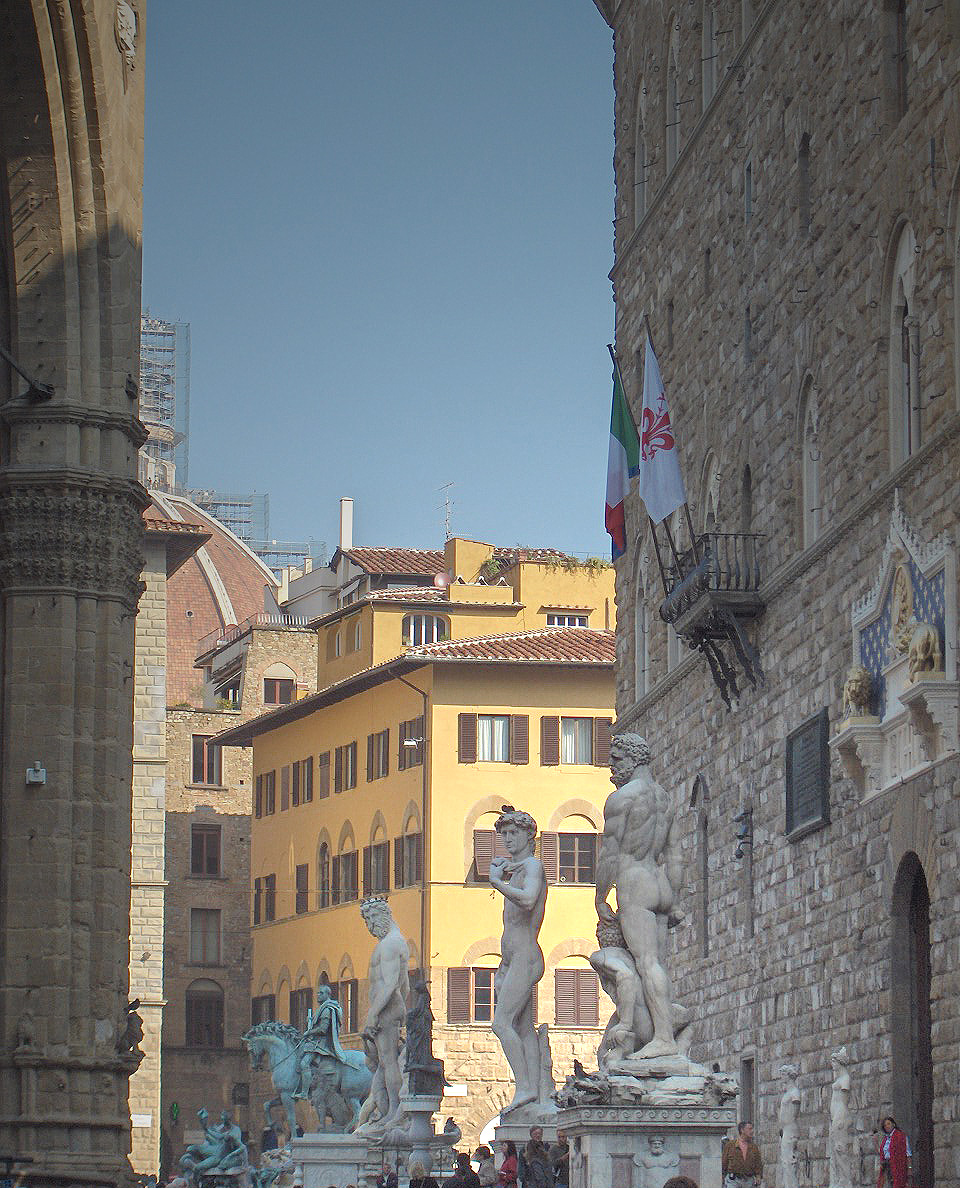
베키오궁의 전면 조각상

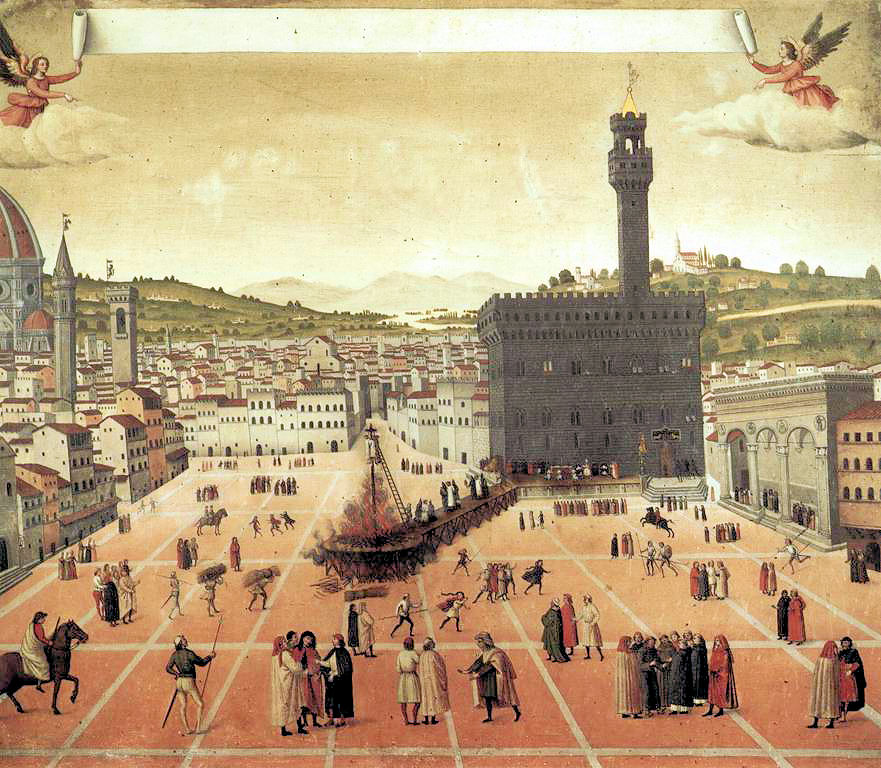
사보나롤라의 처형 그림, 시뇨리아 광장

이 광장에는 다음과 같은 다양한 위풍당당한 조각상이 있다.
1. 미켈란젤로의 다비드상, 베키오궁 입구; 미켈란젤로의 원본은 피렌체 미술 아카데미에 인접한 아카데미아 미술관에 보관되어 있다.
2. 코시모 1세의 승마기념비, 코시모 1세 데 메디치를 기리기 위해 잠볼로냐가 조각
3. 넵투누스 분수, 바르톨로메오 아마나티 작
4. 일 마르자코 사자상, 피렌체 백합의 사본이 있는, 원래 도나텔로가 만든 복제품
5. 유디트와 홀로페르네스, 도나텔로 작품(복제품)
6. 사비니 여인들의 강간, (로자 데이 란치), 잠볼라냐 (1583년)
7. 메두사의 머리를 든 페르세우스, (로자 데이 란치), 첼리니 (1554년)
8. 메디치 사자상, 판첼리와 바카 (1589년)

광장은 극장, 로마식 목욕탕, 직물 염색 작업장으로 둘러싸인 원래 로마 도시 플로렌티아의 중심 광장이었다. 나중에 로자와 거대한 5세기 대성당인 산 로몰로 교회가 있었다. 이것은 1980년대에 재포장되었을 때 광장 아래에서 발견된 고고학적 보물에 의해 보여졌다. 신석기 시대 유적도 발견되었다. 광장은 1268년부터 기벨린 가문에 승리한 구엘프에 의해 철거되면서 형태를 갖추기 시작했다. 광장은 구멍으로 가득 찬 어수선한 상태로 오랫동안 남아있었다. 1385년에 처음으로 포장이 되었다. 1497년 지롤라모 사보나롤라와 그의 추종자들은 이 광장에서 유명한 허영의 소각을 수행했다. 엄청난 책더미, 도박대, 고급 드레스와 시인의 작품을 불태웠다. 넵튠 분수 앞에는 둥근 대리석 명판 이 1498년 5월 23일 지롤라모 사보나롤라가 교수형에 처해 불태워진 정확한 지점을 표시하고 있다.

## 갤러리

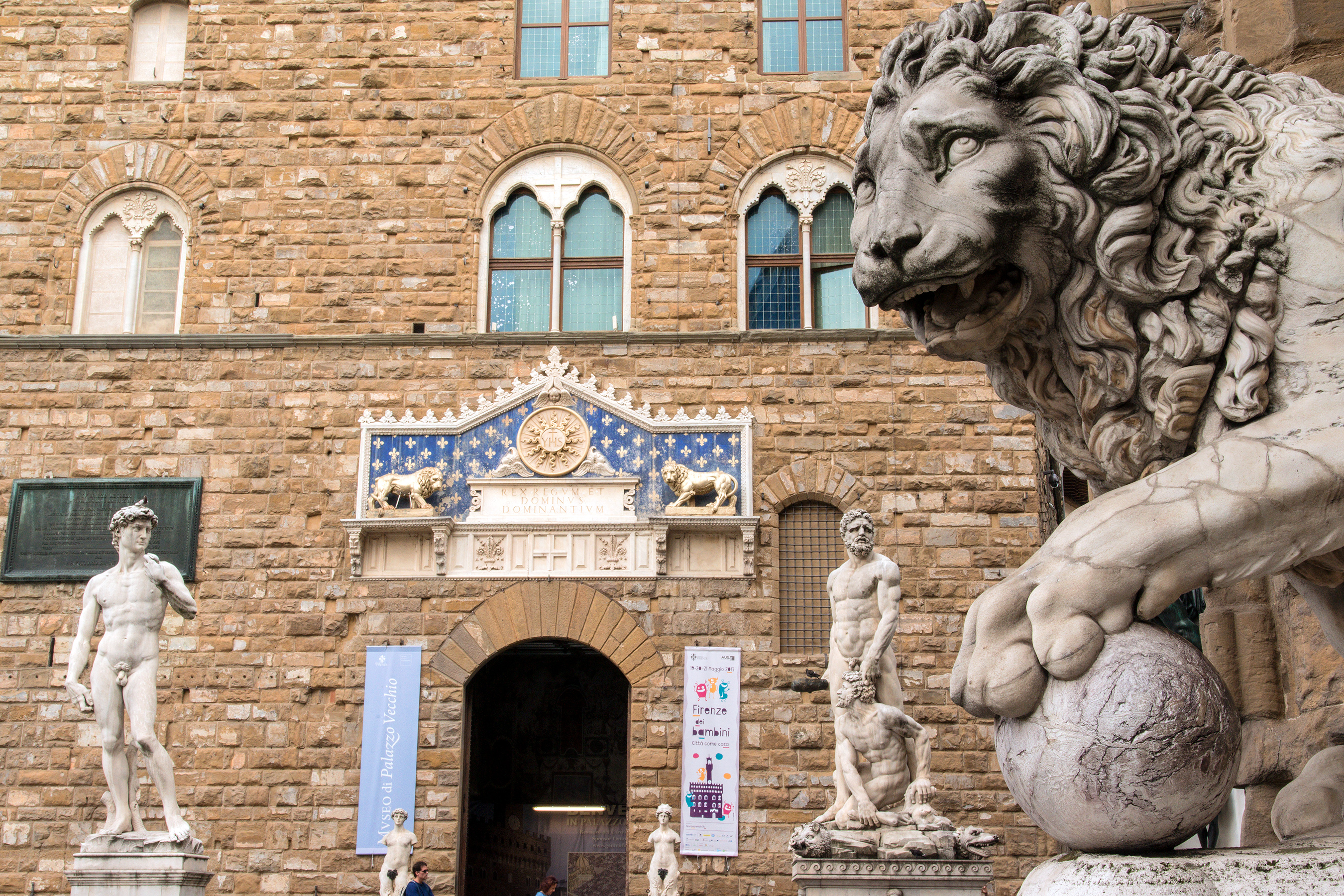
다비드상 복제품을 포함한 광장 내의 조각상
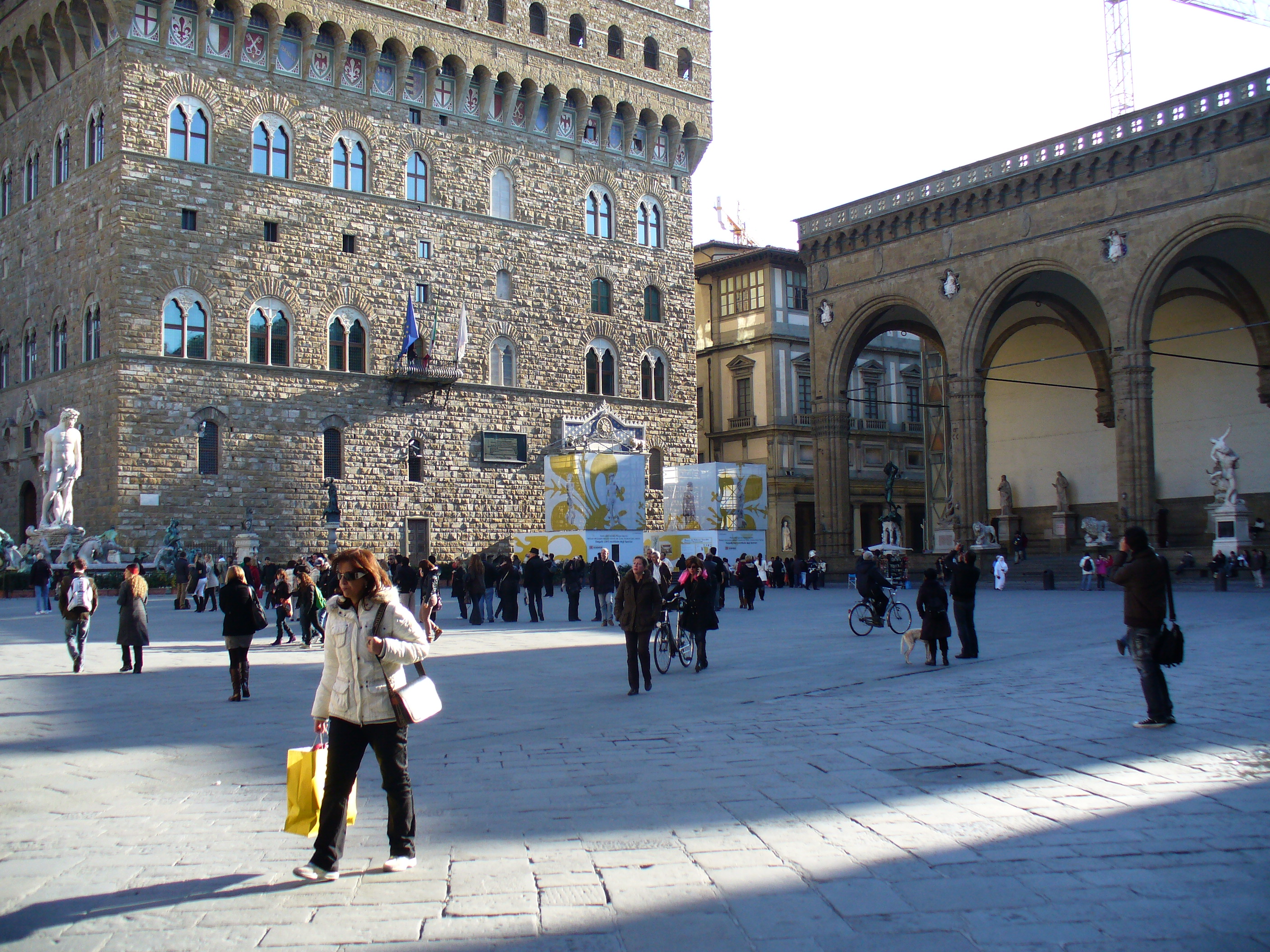
베키오궁과 시뇨리아 광장
코시모 1세 데 메디치의 조각상이 있는 광장
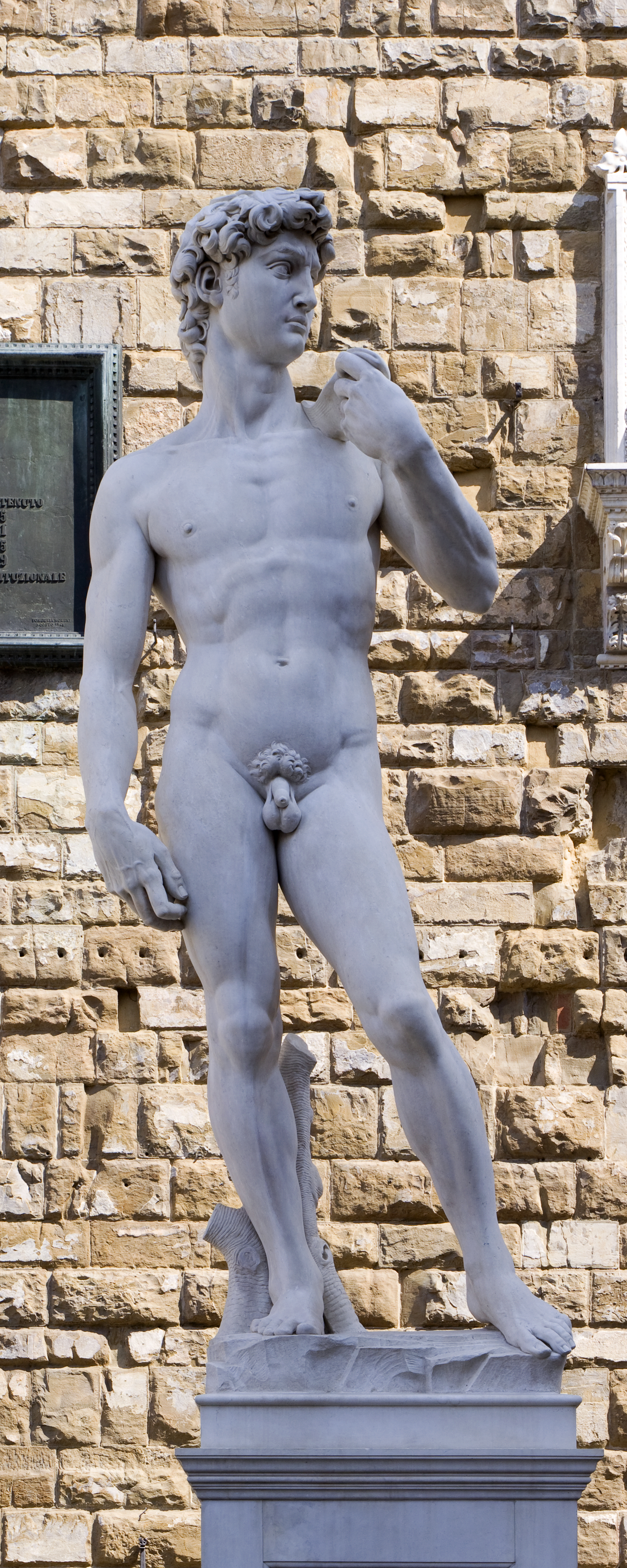
미켈란젤로의 다비드상 복제품 — 진품은 아카데미아 미술관 소장
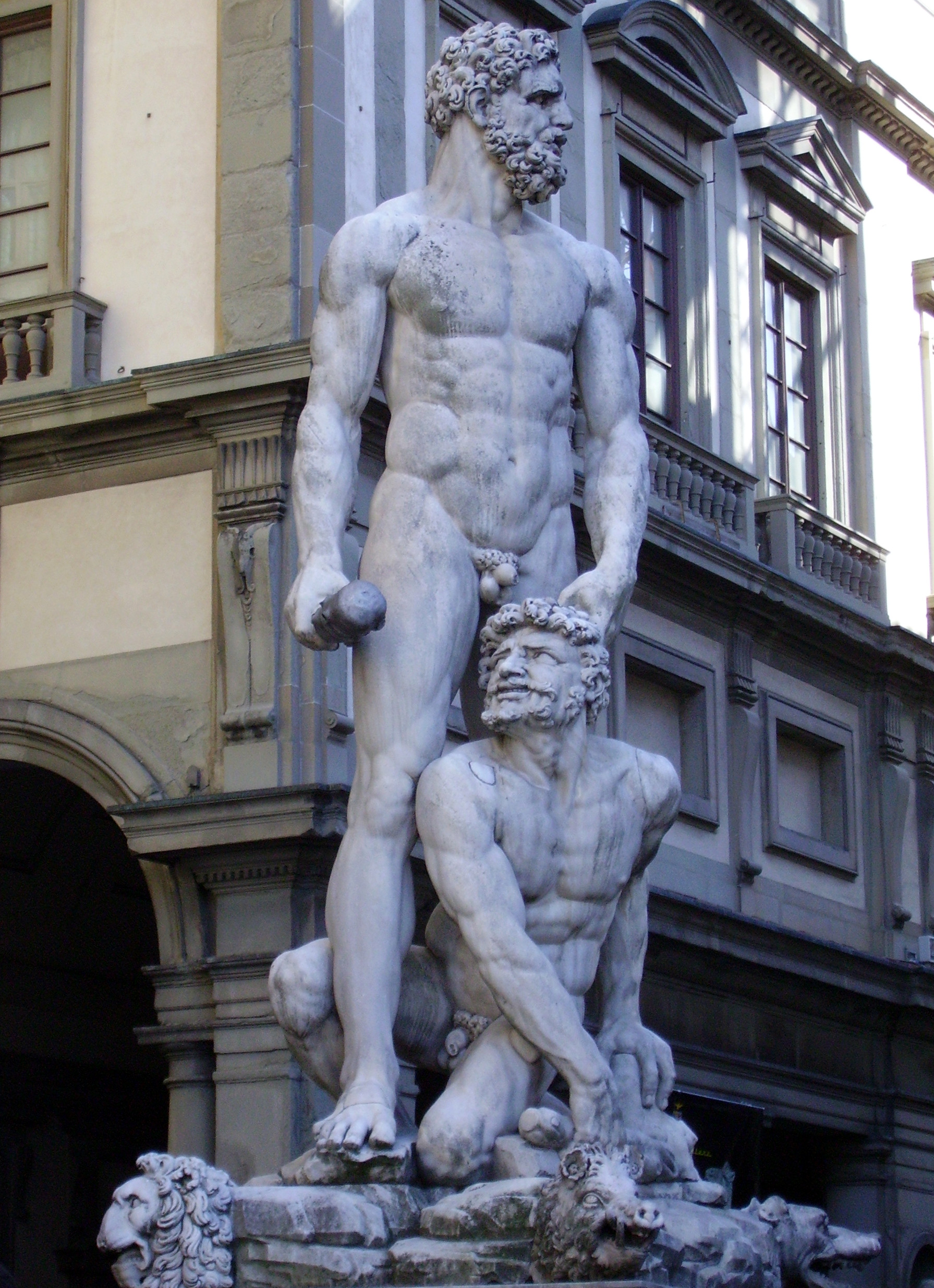
바초 반디넬리의 헤라클레스와 카쿠스
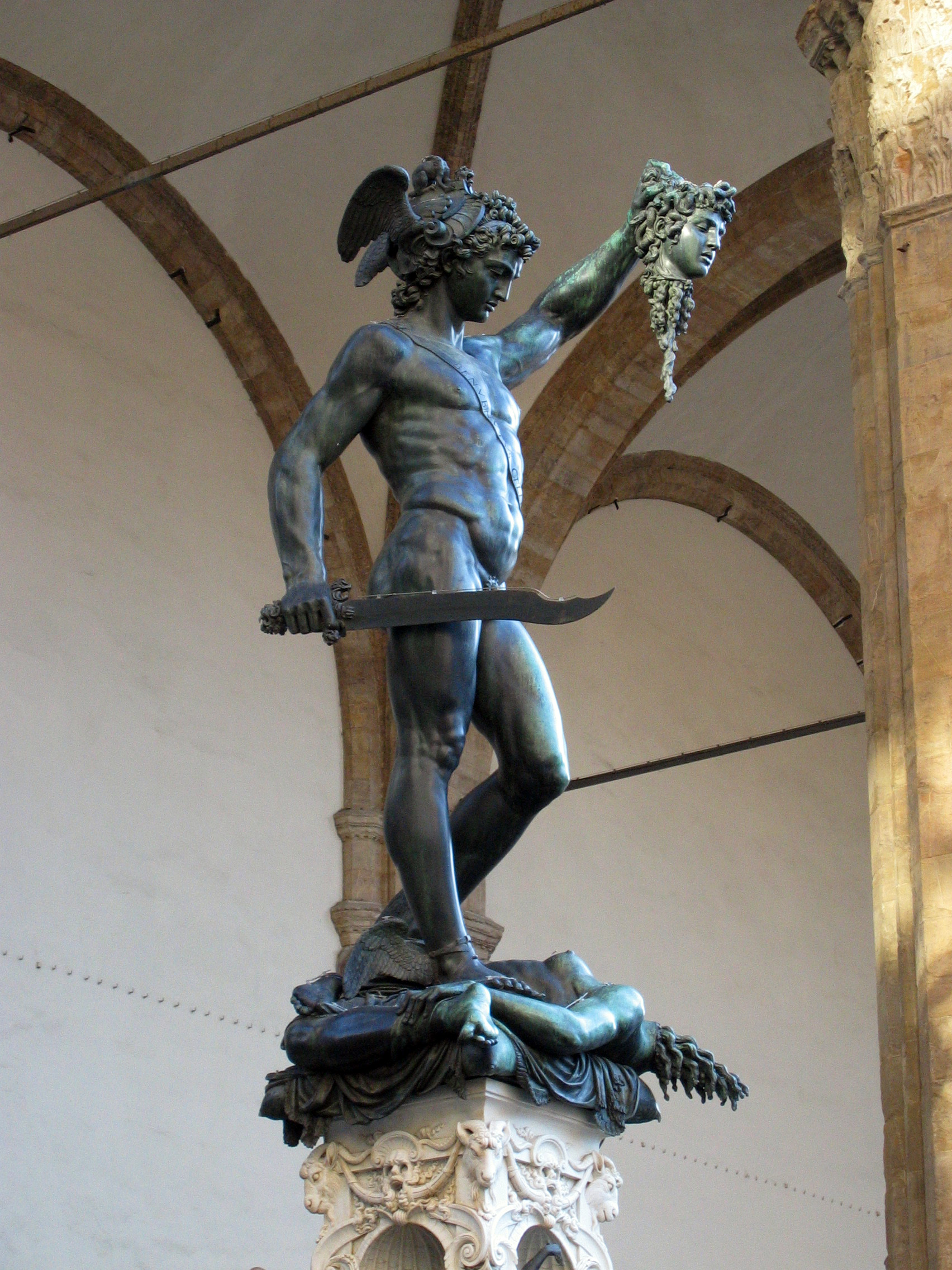
벤베누토 첼리니의 조각상 메두사의 머리를 든 페르세우스
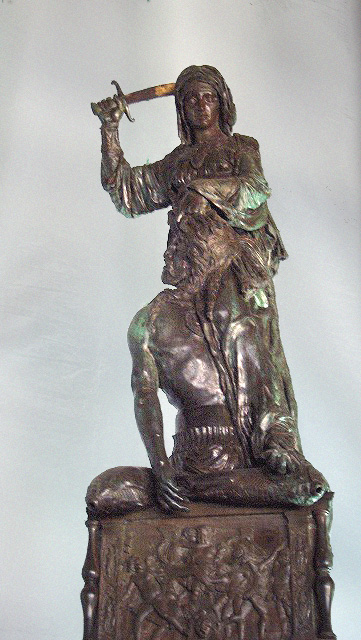
도나텔로의 조각상 유디트와 홀로페르네스
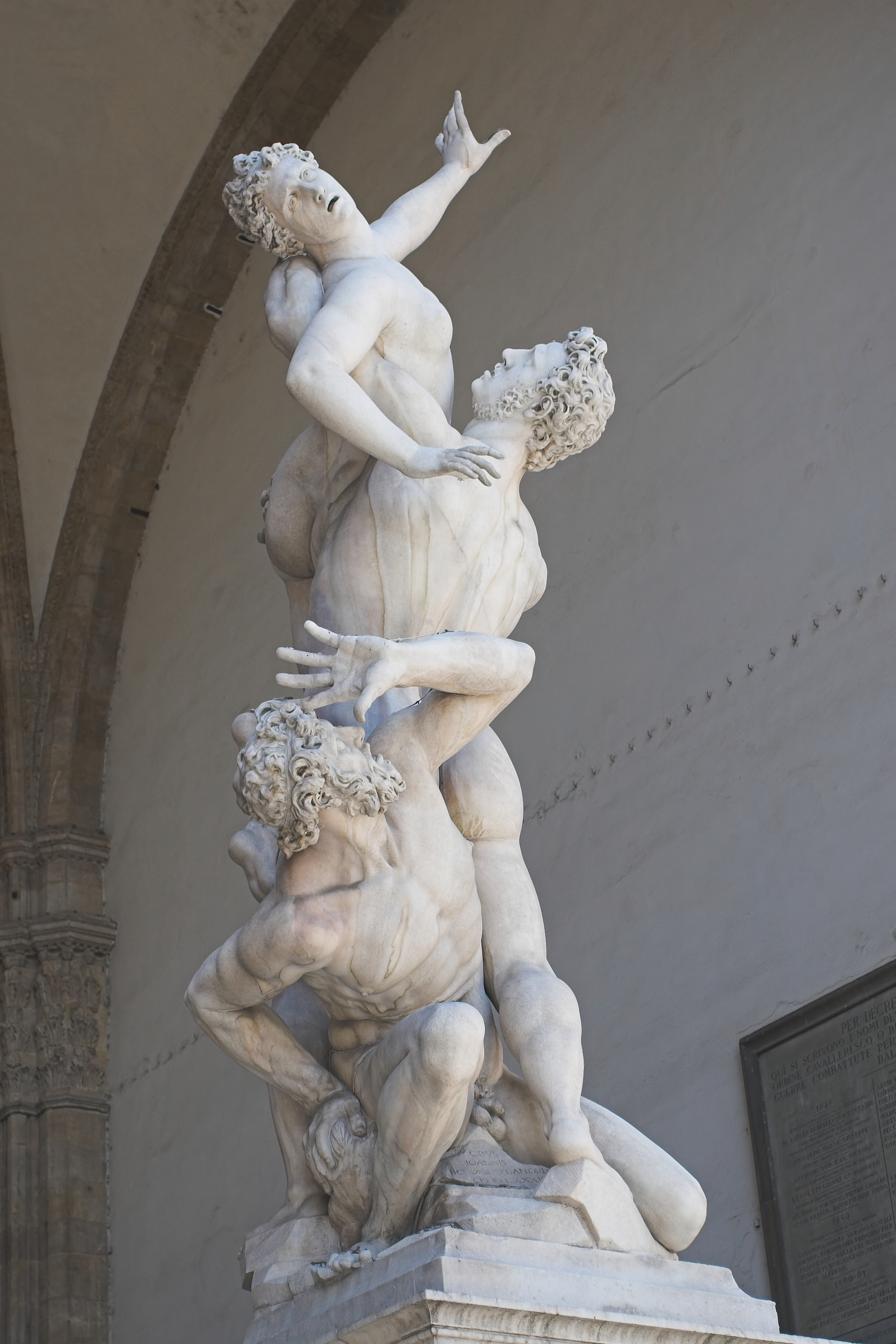
잠볼로냐의 사비니 여인들의 강간
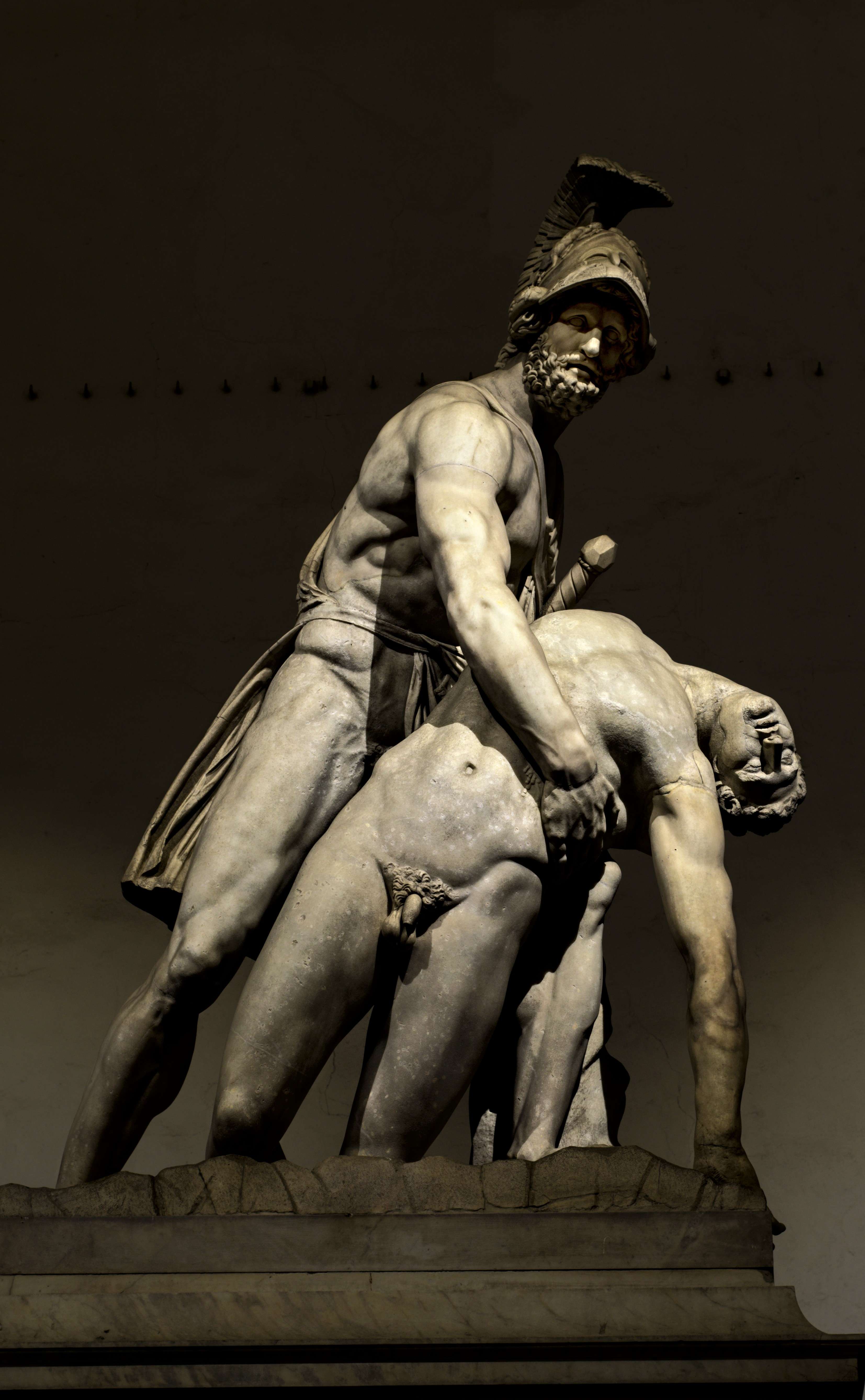
파스퀴노 그룹, 로자 데이 란치
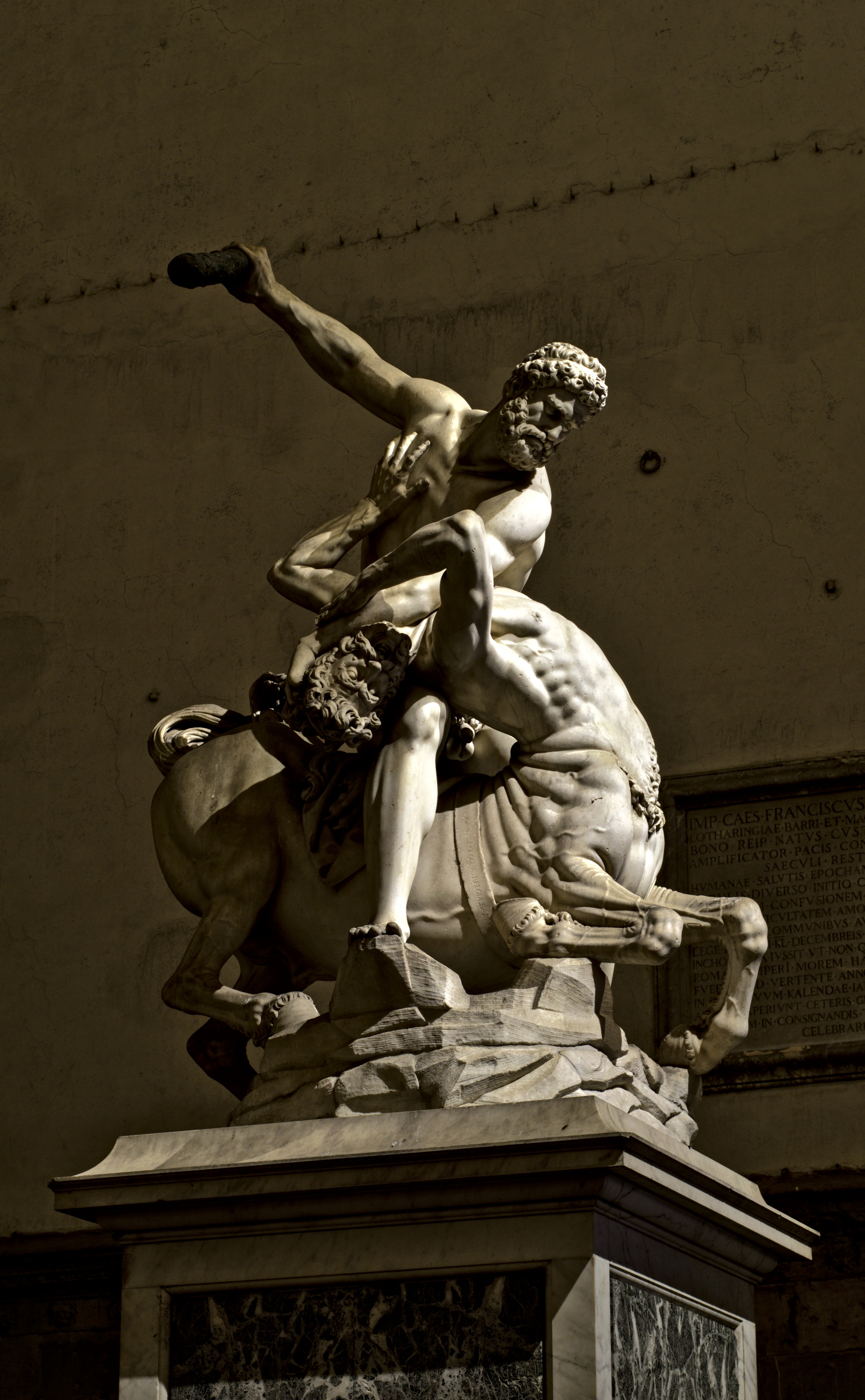
참볼로냐의 헤라클라스와 네수스, 로자 데이 란치
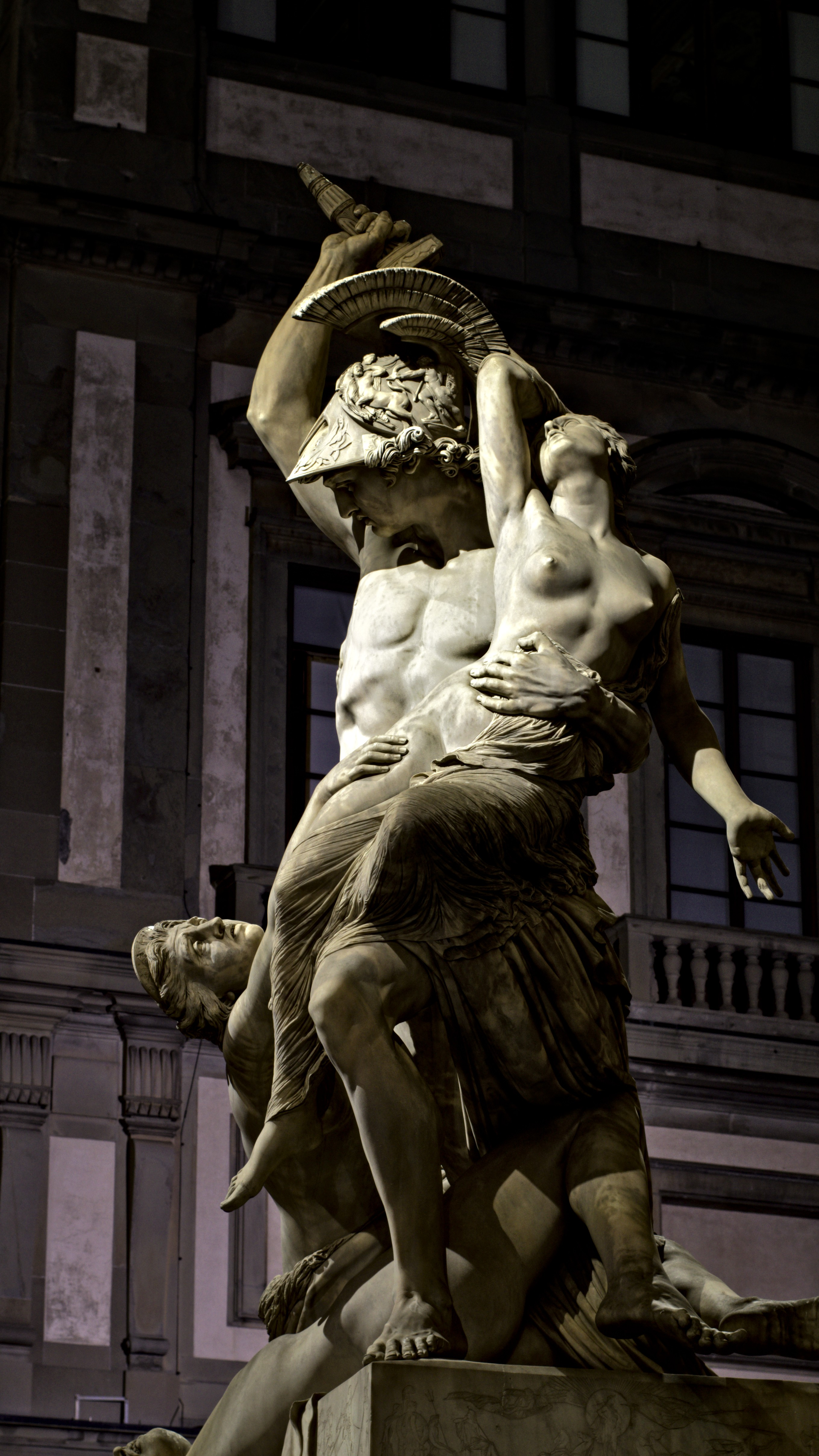
비오 페디의 폴릭세네의 강간
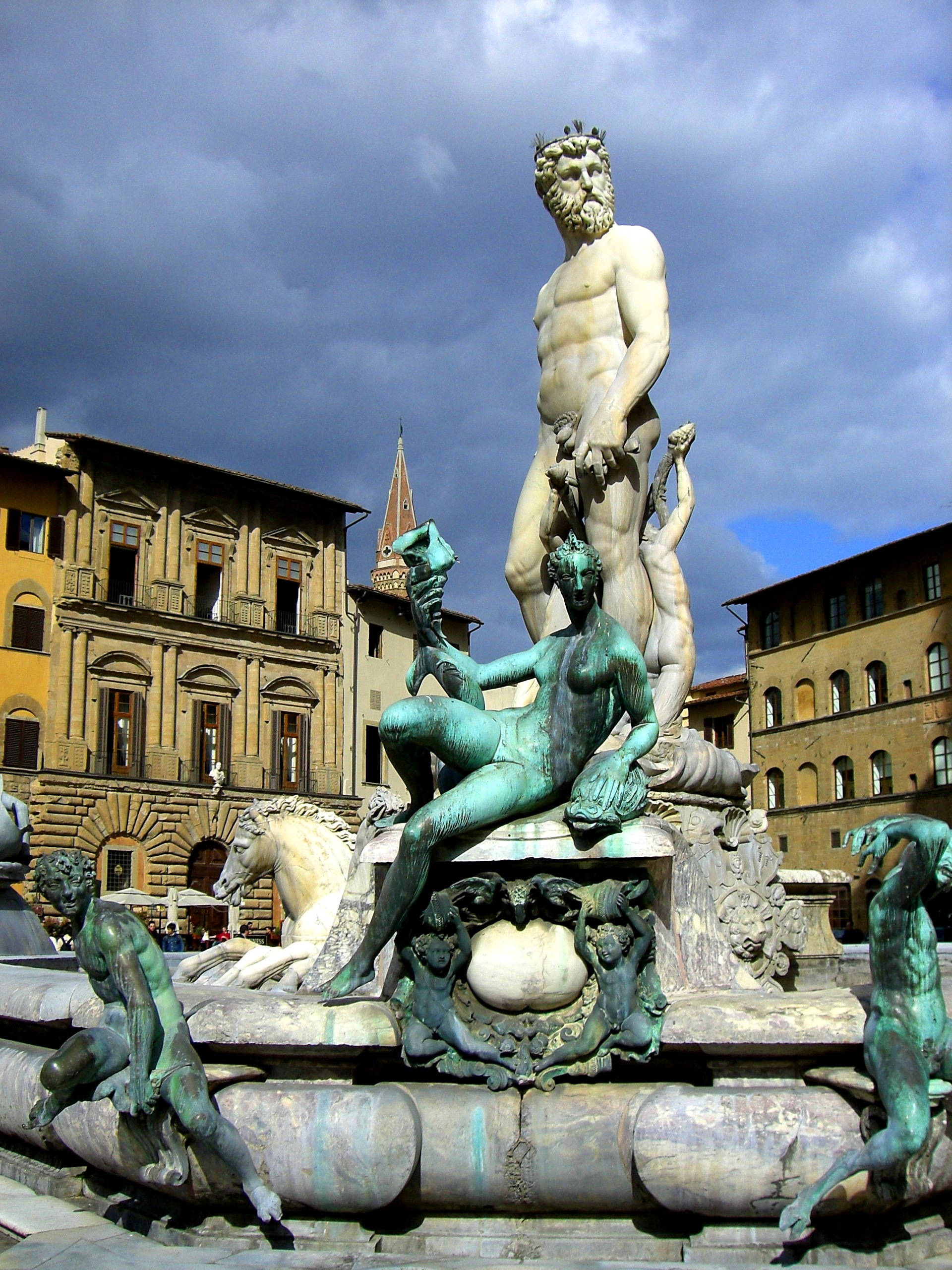
넵툰 분수
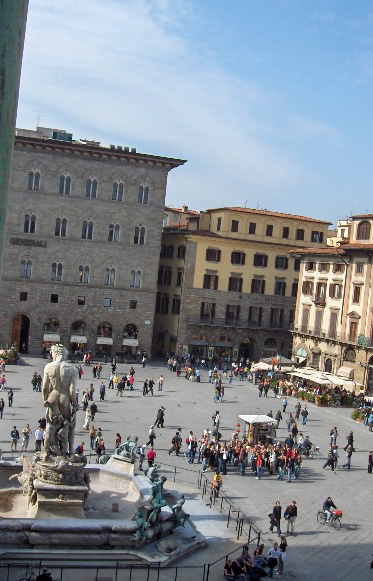
광장
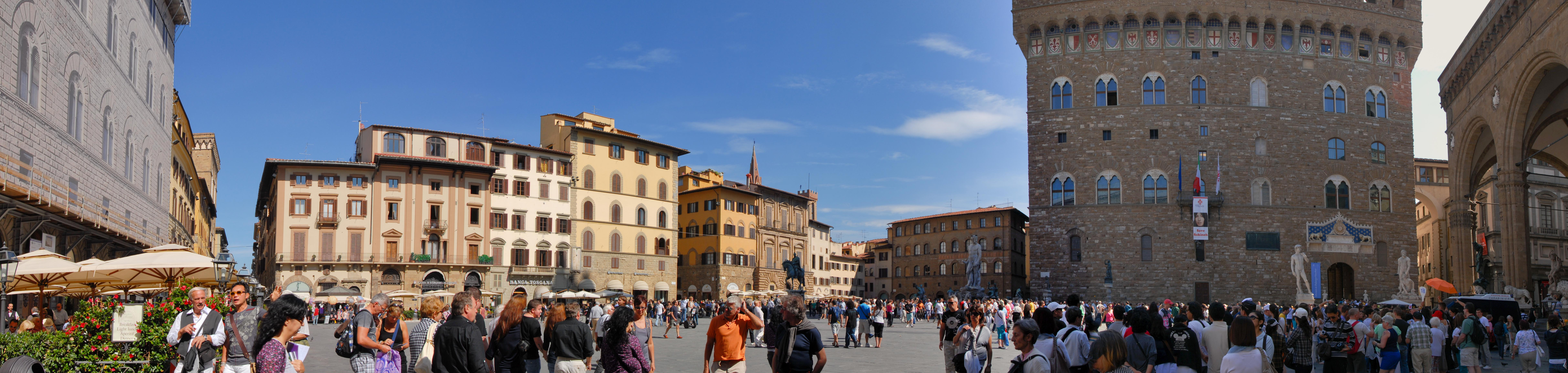
시뇨리아 광장 파노라마
- 주변 영상